# 綿引彩恵
綿引 彩恵（わたびき さえ、1994年7月8日 - ）は、埼玉県川口市出身のハンドボール選手。日本ハンドボールリーグのHC名古屋所属。

## 経歴
埼玉栄高等学校時代は2010年に日本代表U-16に選出。
2011年は第4回女子ユースアジア選手権の日本代表U-18に選ばれた。
2012年3月に行われた全国高等学校ハンドボール選抜大会では優秀選手賞を受賞。8月には第4回女子ユース世界選手権の日本代表U-18に選出された。
高校卒業後は東京女子体育大学へ進学。2014年の春季ミニミニカップでは優秀選手賞を受賞した。
2017年2月に日本ハンドボールリーグのHC名古屋へ加入。
2019-20年シーズンから背番号を「4」へ変更。

## 詳細情報

### 年度別成績
| 年       | チーム   | 試合 | フィールド 得点 | 率   | 7m  | 合計   | 警告 | 退場 | 失格 |
| -------- | -------- | ---- | --------------- | ---- | --- | ------ | ---- | ---- | ---- |
| 2016-17  | HC名古屋 | 3    | 2/7             | .286 | 0/0 | 2/7    | 0    | 0    | 0    |
| 2017-18  | HC名古屋 | 24   | 18/70           | .257 | 0/0 | 18/70  | 0    | 0    | 0    |
| 2018-19  | HC名古屋 | 20   | 47/137          | .343 | 4/5 | 51/142 | 1    | 1    | 0    |
| JHL：3年 | JHL：3年 | 47   | 67/214          | .313 | 4/5 | 71/219 | 1    | 1    | 0    |

- 各年度の太字はリーグ最高

### 記録

#### 日本ハンドボールリーグ
- フィールドゴール初得点：2017年2月25日、対北國銀行戦（マエダハウジング東区スポーツセンター）[8]
- 7mスロー初得点：2019年1月14日、対ソニーセミコンダクタマニュファクチャリング戦（山鹿市鹿央体育館）[9]

### 背番号
- 14 (2017年 - 2019年)
- 4 (2019年 - )